# Lasioglossum jacobsoni
Lasioglossum jacobsoni är en biart som först beskrevs av Heinrich Friese 1914.  Lasioglossum jacobsoni ingår i släktet smalbin, och familjen vägbin. Inga underarter finns listade i Catalogue of Life.